# Halestorm
Halestorm är ett rockband bildat 1997 från Red Lion, Pennsylvania, USA.

## Medlemmar
Nuvarande medlemmar
- Lzzy Hale – sång, sologitarr, rytmgitarr, keyboard, piano (1997– )
- Arejay Hale – trummor, slagverk, bakgrundssång (1997– )
- Joe Hottinger – sologitarr, akustisk gitarr, bakgrundssång (2003– )
- Josh Smith – basgitarr, bakgrundssång (2004– )

Tidigare medlemmar
- Leo Nessinger – sologitarr (2000–2003)
- Roger Hale – basgitarr (1998–2004)

## Diskografi
Studioalbum
- Halestorm (2009)
- The Strange Case Of... (2012)
- Into the Wild Life (2015)
- Vicious (2018)
- Back from the Dead (2022)

Livealbum
- Live In Philly 2010 (2010)

EP
- (Don't Mess With The) Time Man (1999)
- Breaking The Silence ( 2001)
- One And Done (2006)
- Reanimate: The Covers EP (2011)
- Hello, It's Mz. Hyde (2012)
- In The Live Room (2012)
- Reanimate 2.0: The Covers EP (2013)
- Into The Wild Live: Chicago (2016)
- Reanimate 3.0: The Covers EP (2017)

Singlar (topp 50 på Billboard Hot Mainstream Rock Tracks)
- "I Get Off" (2009) (#6)
- "It's Not You" (2009) (#8)
- "Familiar Taste Of Poison" (2010) (#36)
- "Bet U Wish U Had Me Back" (2010) (#33)
- "Love Bites (So Do I)" (2012) (#2)
- "I Miss The Misery" (2012) (#2)
- "Freak Like Me" (2013) (#1)
- "Here's To Us" (2013) (#15)
- "Mz. Hyde" (2013) (#15)
- "Apocalyptic" (2015) (#1)
- "Amen" (2015) (#1)
- "I Am The Fire" (2015) (#3)
- "Mayhem" (2016) (#7)
- "Mistress For Christmas" (2016) (#-)
- "Still Of The Night" (Whitesnake cover) (2017) (#20)
- "Uncomfortable" (2018) (#1)
- "Do Not Disturb" (2018) (#8)
- "Vicious" (2019) (#13)
- "Chemicals" (2019) (#-)
- "Break In" med Amy Lee (2020) (#-)
- "Long Live Rock" (2021) (#-)
- "Back From The Dead" (2021) (#1)
- "The Steeple" (2022) (#1)
- "Wicked Ways" (2022) (#39)